# Maria Creek National Park
Maria Creek National Park är en park i Australien. Den ligger i delstaten Queensland, omkring 1 300 kilometer nordväst om delstatshuvudstaden Brisbane. Arean är 7,5 kvadratkilometer.
Trakten är glest befolkad. Närmaste större samhälle är Silkwood, nära Maria Creek National Park.
Tropiskt monsunklimat råder i trakten. Genomsnittlig årsnederbörd är 2 747 millimeter. Den regnigaste månaden är mars, med i genomsnitt 608 mm nederbörd, och den torraste är oktober, med 45 mm nederbörd.